# Željine
Željine (cyr. Жељине) – wieś w Serbii, w okręgu zlatiborskim, w gminie Čajetina. W 2011 roku liczyła 106 mieszkańców.